# バフラム・ムルタザリエフ
バフラム・ムルタザリエフ（Bakhram Murtazaliev、Бахрам Муртазалиев、1993年1月2日 - ）は、ロシアのプロボクサー。グロズヌイ出身。現IBF世界スーパーウェルター級王者。

## 来歴
2021年7月17日、サンアントニオのフロスト・バンク・センターで行われたジャーメル・チャーロ 対 ブライアン・カスターニョ戦の前座でキァリー・グレイと対戦し、8回3-0(78-74、79-73×2)の判定勝ちを収めた。
2023年11月23日、IBFはIBF世界スーパーウェルター級1位のムルタザリエフと2位のジャック・クルカイに対してジャーメル・チャーロが返上したIBF世界スーパーウェルター級王座決定戦を行う指令を発令した。
2024年1月11日、IBF本部で行われたIBF世界スーパーウェルター級王座決定戦の入札で、ムルタザリエフを擁するプレミア・ボクシング・チャンピオンズの支援を取り付けたTGBプロモーションズが500,000ドルに対し、クルカイを擁するアルゴ・スポーツが666,300ドルを提示した為落札を許し、アメリカ開催ではなくドイツ開催となった。
2024年4月6日、シュターケンのスポッツァーレで元WBA世界スーパーウェルター級王者でIBF世界同級2位のジャック・クルカイとIBF世界スーパーウェルター級王座決定戦を行い、11回2分50秒KO勝ちを収め王座を獲得した。
2024年10月19日、フロリダ州オーランドのカリビ・ロイヤル・オーランドで元WBO世界スーパーウェルター級王者でIBF世界同級4位のティム・チューと対戦。2回中に左フックで2度、2回終了間際の右フック、3回中に左フックで計4度チューからダウンを奪い、連打をチューに浴びせた後チューのセコンドからタオルが投入され3回1分55秒TKO勝ちを収め初防衛に成功した。

## 戦績
- プロボクシング：23戦 23勝 (17KO) 無敗

| 戦           | 日付           | 勝敗 | 時間     | 内容    | 対戦相手                         | 国籍           | 備考                                            |
| ------------ | -------------- | ---- | -------- | ------- | -------------------------------- | -------------- | ----------------------------------------------- |
| 1            | 2014年5月31日  | ☆    | 4R       | 判定3-0 | バシフ・マメドフ                 | ロシア         | プロデビュー戦                                  |
| 2            | 2014年6月25日  | ☆    | 1R 2:33  | TKO     | アンドレイ・タイリク             | ロシア         |                                                 |
| 3            | 2014年8月22日  | ☆    | 2R 1:40  | TKO     | アンドリー・ダニキキン           | ウクライナ     |                                                 |
| 4            | 2015年1月29日  | ☆    | 6R       | 判定3-0 | ミハイル・クリニツィン           | カザフスタン   |                                                 |
| 5            | 2015年4月22日  | ☆    | 3R 1:20  | TKO     | アルテム・ビチキン               | ロシア         |                                                 |
| 6            | 2016年7月11日  | ☆    | 2R 0:40  | TKO     | マゴメドカミル・ムサエフ         | ロシア         |                                                 |
| 7            | 2016年11月19日 | ☆    | 2R 2:52  | KO      | ボティルシャー・オビドフ         | ウズベキスタン |                                                 |
| 8            | 2017年1月27日  | ☆    | 4R 2:46  | KO      | ホスエ・オバンド                 | メキシコ       |                                                 |
| 9            | 2017年6月17日  | ☆    | 1R 1:33  | TKO     | アレックス・サンドロ・ドゥアルテ | ブラジル       |                                                 |
| 10           | 2017年10月5日  | ☆    | 1R 1:14  | TKO     | ロブソン・アシス                 | ブラジル       |                                                 |
| 11           | 2017年11月25日 | ☆    | 5R 1:35  | TKO     | カルロス・ガルバン               | コロンビア     |                                                 |
| 12           | 2018年3月3日   | ☆    | 5R 1:08  | TKO     | ケネス・マクネイル               | アメリカ合衆国 | IBA世界ウェルター級暫定王座決定戦               |
| 13           | 2018年8月4日   | ☆    | 1R 0:41  | KO      | フェルナンド・カルカモ           | メキシコ       | IBA暫定防衛1                                    |
| 14           | 2018年10月13日 | ☆    | 10R      | 判定3-0 | ノルベルト・ゴンザレス           | メキシコ       |                                                 |
| 15           | 2019年2月2日   | ☆    | 9R 2:05  | TKO     | エルビン・アヤラ                 | アメリカ合衆国 |                                                 |
| 16           | 2019年4月18日  | ☆    | 1R 1:50  | TKO     | ブルーノ・レオナルド・ロマイ     | アルゼンチン   |                                                 |
| 17           | 2019年11月2日  | ☆    | 12R      | 判定3-0 | ホセ・フォルテア                 | スペイン       | EBPユーラシアスーパーウェルター級タイトルマッチ |
| 18           | 2020年9月26日  | ☆    | 4R 2:01  | TKO     | マニー・ウッズ                   | アメリカ合衆国 |                                                 |
| 19           | 2021年7月17日  | ☆    | 8R       | 判定3-0 | キアリー・グレイ                 | アメリカ合衆国 |                                                 |
| 20           | 2022年3月26日  | ☆    | 1R 1:10  | TKO     | アフマド・チェイコ               | カナダ         |                                                 |
| 21           | 2022年12月17日 | ☆    | 8R       | 判定3-0 | ロベルト・バレンズエラ・ジュニア | メキシコ       |                                                 |
| 22           | 2024年4月6日   | ☆    | 11R 2:50 | KO      | ジャック・クルカイ               | ドイツ         | IBF世界スーパーウェルター級王座決定戦           |
| 23           | 2024年10月19日 | ☆    | 3R 1:55  | TKO     | ティム・チュー                   | オーストラリア | IBF防衛1                                        |
| テンプレート |                |      |          |         |                                  |                |                                                 |

## 獲得タイトル
- WBC全米スーパーウェルター級王座
- EBP(ユーラシアボクシング議会)スーパーウェルター級王座
- IBF世界スーパーウェルター級王座 (防衛1)